# Ксенонова лампа

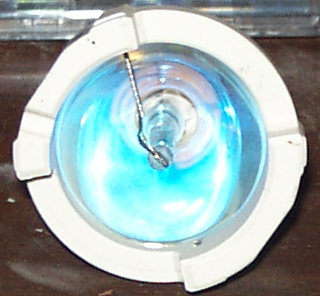
100 Вт ксенонова/ртутна короткодугова лампа Osram в рефлекторі

Ксенонова лампа — газорозрядна лампа високого тиску, заповнена ксеноном, яка випромінює практично біле світло і використовується в освітлювальних установках для освітлення великих відкритих просторів
Ксенонові лампи можна розділити на такі категорії:
- Для тривалої роботи
  - з короткою дугою
  - з довгою дугою
- Ксенонова лампа-спалах

Лампа складається з колби зі звичайного або кварцового скла з вольфрамовими електродами. Колбу вакуумують і потім заповнюють ксеноном. Ксенонові лампи-спалахи мають третій підпалювальний електрод, що оперізує колбу або нанесений на неї у вигляді провідного шару.

## Історія і застосування

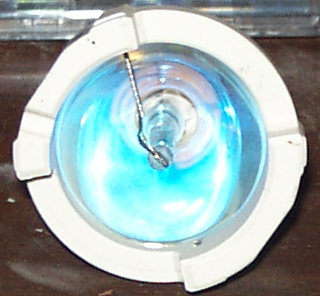
100-ватна ксеноново-ртутна короткодугова лампа Osram у рефлекторі

Ксенонову лампу з короткою дугою винайдено в 1940-х роках у Німеччині і представлено 1951 року компанією Osram. Лампа знайшла широке застосування в кінопроєкторах, звідки витіснила переважно вугільні дугові джерела світла.
Лампа дає яскраве біле світло, близьке до денного спектру, але має досить невисокий ККД. Нині практично у всіх плівкових і цифрових кінопроєкторах використовуються ксенонові лампи потужністю від 450 Вт до 18 кВт[джерело не вказане 2751 день]. Лампи в проєкторах IMAX можуть досягати потужності 15 кВт в одній лампі.

## Конструкція лампи

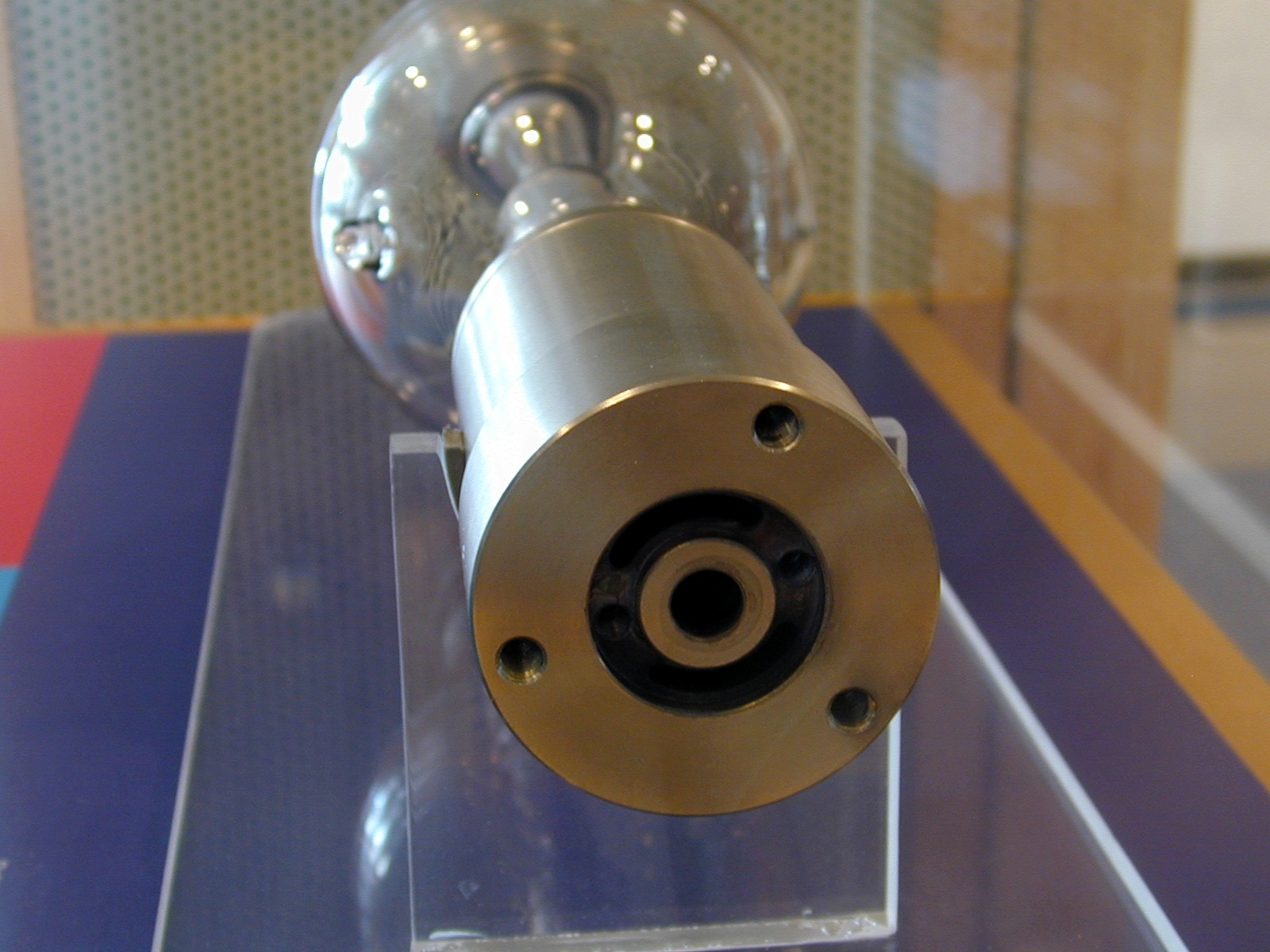
15-кіловатна лампа для IMAX. Видно отвори для підведення охолоджувальної рідини

У всіх сучасних ксенонових лампах використовується колба з кварцового скла з електродами з вольфраму, легованого торієм. Кварцове скло — це єдиний економічно прийнятний оптично прозорий матеріал, який витримує високий тиск (25 атм колби ламп для IMAX) і температуру. Для спеціальних завдань застосовують колби ламп із сапфіру. Це розширює спектральний діапазон випромінювання в бік короткохвильового ультрафіолету і також збільшує термін служби лампи. Легування електродів торієм дуже збільшує емісію ними електронів. Оскільки коефіцієнт теплового розширення кварцового скла і вольфраму відрізняються, вольфрамові електроди вварені в смуги з інвару, які вплавлені в колбу. В ксеноновій лампі анод під час роботи дуже нагрівається потоком електронів, тому лампи великої потужності нерідко мають рідинне охолодження.

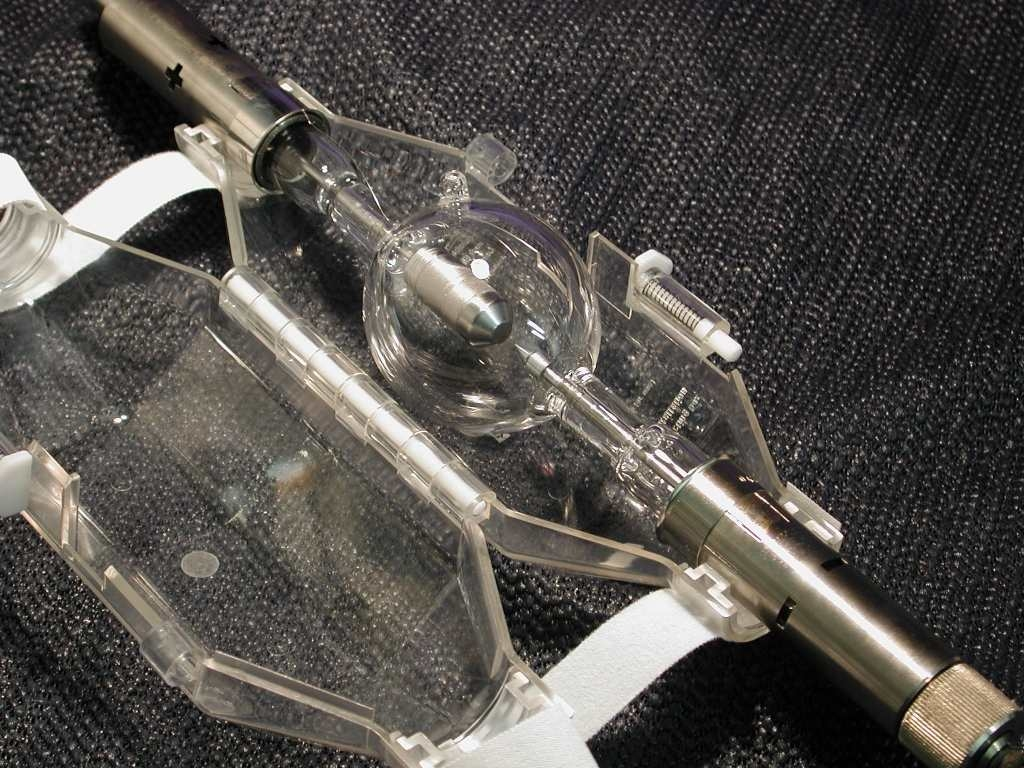
3-кіловатна лампа у пластиковому захисному транспортувальному контейнері

Для підвищення світловіддачі лампи ксенон міститься в колбі під високим тиском (до 30 атм), що накладає особливі вимоги щодо безпеки. При пошкодженні лампи осколки можуть розлетітися з великою швидкістю і травмувати персонал. Зазвичай лампу транспортують у спеціальному пластиковому контейнері, який знімається з лампи тільки після встановлення її на місце і надягається на лампу під час її демонтажу.

Під час роботи лампи колба дуже нагрівається, тому до кінця строку служби колба стає більш крихкою через часткову кристалізацію кварцового скла. Для безпеки персоналу виробники ксенонових дугових ламп рекомендують під час їх обслуговування використовувати захисні окуляри. При заміні ламп IMAX рекомендується одягати захисний костюм.

## Принцип роботи

Спектр випромінювання ксенонової лампи потужністю 150 Вт. Максимум випромінювання на довжині хвилі 467 нм. У ближній інфрачервоній ділянці є кілька інтенсивних спектральних ліній.

У ксенонової лампи основний потік світла випромінює стовп плазми біля катода. Світна область має форму конуса, причому яскравість її світіння падає в міру віддалення від катода експоненційно. Спектр ксенонової лампи приблизно рівномірний у всій області видимого світла, близький до денного світла. Але навіть у лампах високого тиску є кілька піків у ближньому інфрачервоному діапазоні, приблизно 850—900 нм, потужністю яких може становити до 10 % всієї потужності випромінювання.
Колірна температура випромінювання ксенонової лампи близько 6200 К.
Існують також ртутно-ксенонові лампи, в яких, крім ксенону в колбі, міститься пара ртуті. В них сяючі ділянки є як біля катода, так і біля анода. Вони випромінюють блакитно-біле світло зі значним умістом ультрафіолету, що дозволяє використовувати їх для фізіотерапевтичних цілей, стерилізації та озонування.
Завдяки малим розмірам світної області, ксенонові лампи можна використовувати як близьке до точкового джерело світла, що дозволяє достатньо точно фокусувати випромінювання. Спектр, близький до денного світла, обумовлює широке застосування в кіно — і фотозйомці. Ксенонові лампи також використовуються в кліматичних камерах — установках, що моделюють сонячне випромінювання для випробування матеріалів на світлостійкість.

## Варіанти виконання

### Короткодугові лампи (кульові лампи)
Найпоширеніші короткодугові лампи. В них електроди розташовані на невеликій відстані, а колба має кулясту або близьку до кулястої форми.

### Керамічні лампи

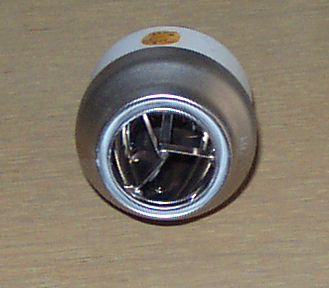
Лампа Cermax для відеопроекторів

Ксенонові короткодугові лампи можуть випускатися в керамічній оболонці зі вбудованим рефлектором. Завдяки цьому лампа виходить безпечнішою, оскільки зі скла робиться тільки невелике вікно, через яке виходить світло, а також не потрібно юстувати під час встановлення і заміни. В такій лампі може бути вікно, яке пропускає ультрафіолетове випромінювання, або непрозоре для нього. Рефлектори бувають як параболічними (для отримання паралельного світлового потоку), так і еліптичними (для фокусовання в точці або циліндричному тілі, наприклад, для накачування лазерів).

### Довгодугові лампи (трубчасті лампи)
За конструкцією довгодугові лампи відрізняються від короткодугових тим, що електроди далі рознесені один від одного, а колба має форму трубки. Ксенонові лампи з довгою дугою вимагають баласту менших розмірів, а в деяких випадках можуть використовуватися без баласту, оскільки мають ділянку на вольт-амперній характеристиці з додатним диференціальним опором. Такі лампи нерідко встановлюють у рефлектор у вигляді параболічного циліндра і використовують для освітлення великих відкритих просторів (на залізничних станціях, заводах, складських комплексах тощо), а також для моделювання сонячного випромінювання, наприклад під час тестування сонячних батарей, перевірки матеріалів на світлостійкість тощо. Довгодугова ксенонова лампа «Сіріус», що випускалася в СРСР, мала рекордну потужність 100 кВт.

## Вимоги до живлення

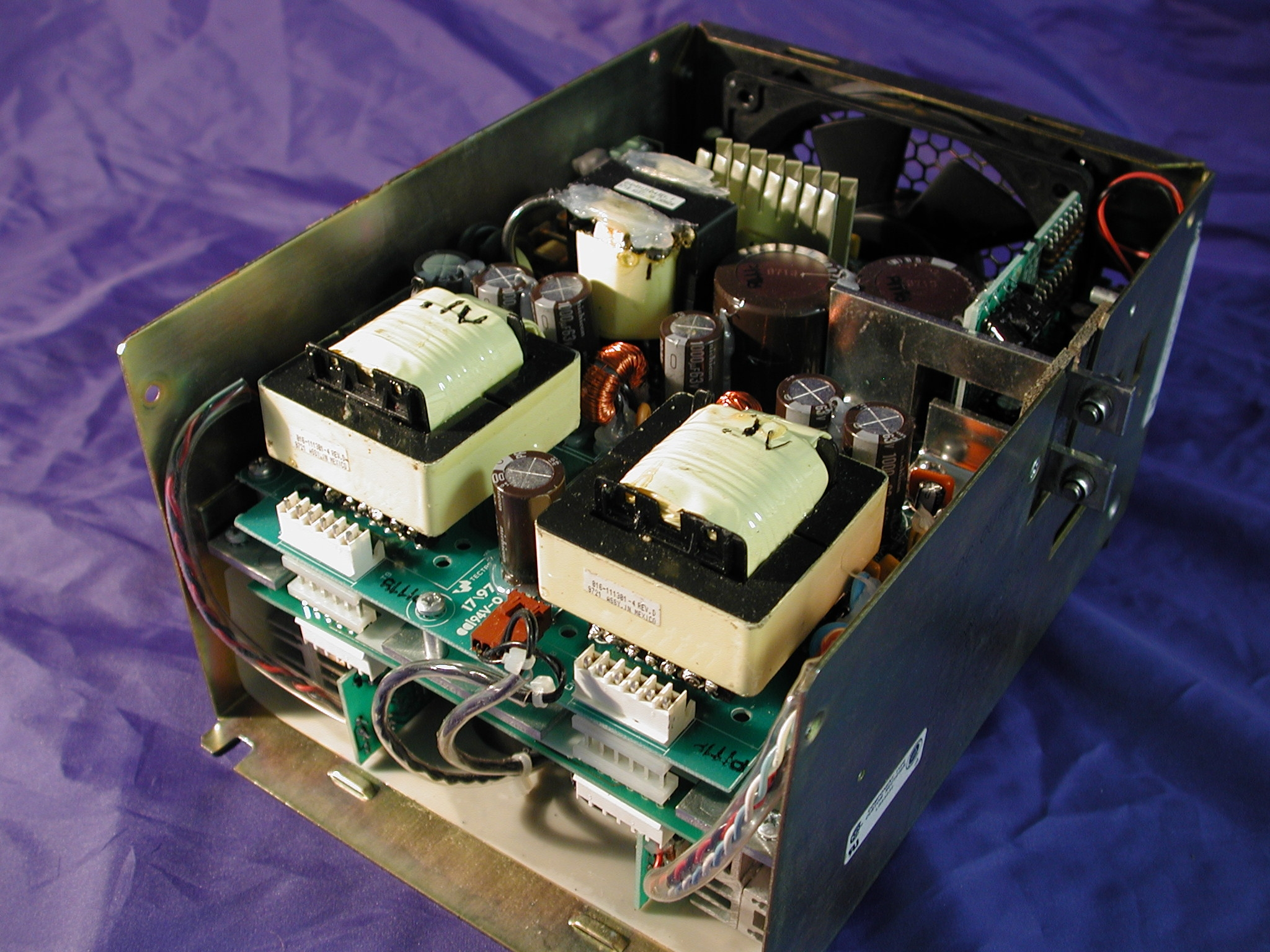
Блок живлення ксенонової лампи потужністю 1 кВт, без кришки

Ксенонова лампа з короткою дугою має від'ємний температурний коефіцієнт опору. Для підпалу дуги потрібен запалювальний імпульс амплітудою 15—30 кВ, а іноді й до 50 кВ. У робочому режимі вимагається точне регулювання напруги та струму (щоб не перевищити номінальну електричну потужність лампи), оскільки в міру прогрівання лампи її опір значно зменшується, і крім того, можлива поява коливань плазми. При живленні випрямленим струмом необхідно, щоб рівень пульсацій не перевищував 10—12 %, оскільки коливання напруги прискорюють зношення електродів. Існують різновиди ксенонових ламп для змінного струму. Лампи з довгою дугою (наприклад, ДКсТ) не настільки вимогливі до якості живлення та можуть використовуватися без баласту, вимагаючи лише пускача.

## Застосування
Ксенонові лампи найчастіше застосовуються в проекторах і в сценічному освітленні, оскільки дуже гарно передають колір. Завдяки малому розміру випромінювальної області, вони знайшли застосування в оптичних приладах.
Від 1991 року ртутно-ксенонові лампи поширились в автомобільних фарах. Точніше, в автомобільних лампах основний світловий потік формують ртуть, солі натрію і скандію, а в атмосфері ксенону розряд відбувається тільки під час запуску, до випаровування інших компонентів[джерело?]. Тому їх варто відносити до металогалогенових ламп[джерело?], однак при цьому виникла би плутанина в назвах, оскільки в автомобільній світлотехніці застосовуються також галогенові лампи розжарювання.
В Україні допускається встановлення на автомобіль лише ламп, передбачених виробником. Щоб уникнути осліплення зустрічних водіїв, ксенонові лампи заборонено використовувати без системи автоматичного регулювання кута нахилу фар і фароомивачів.

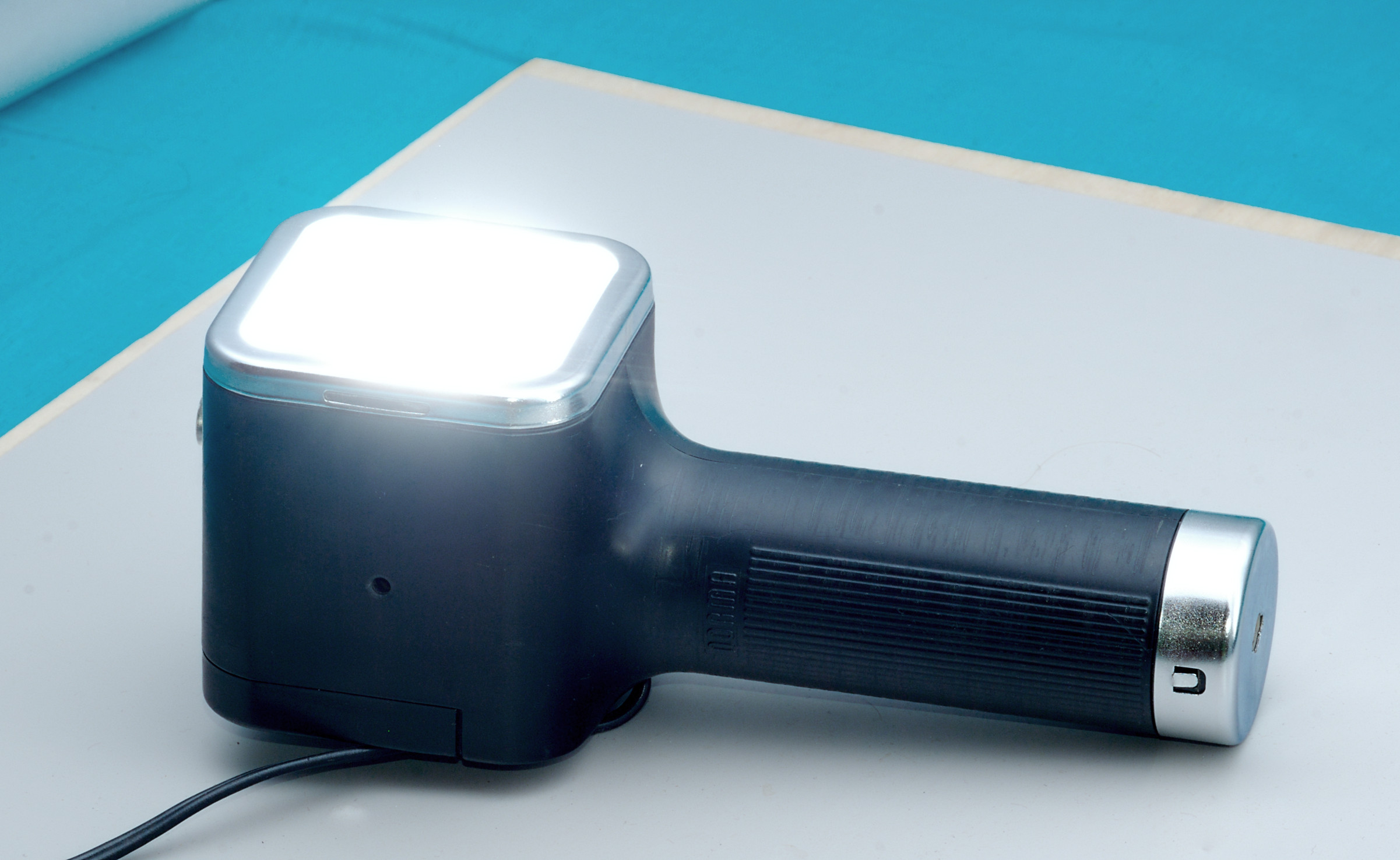
Радянський спалах з фотопасткою[en] FIL-107
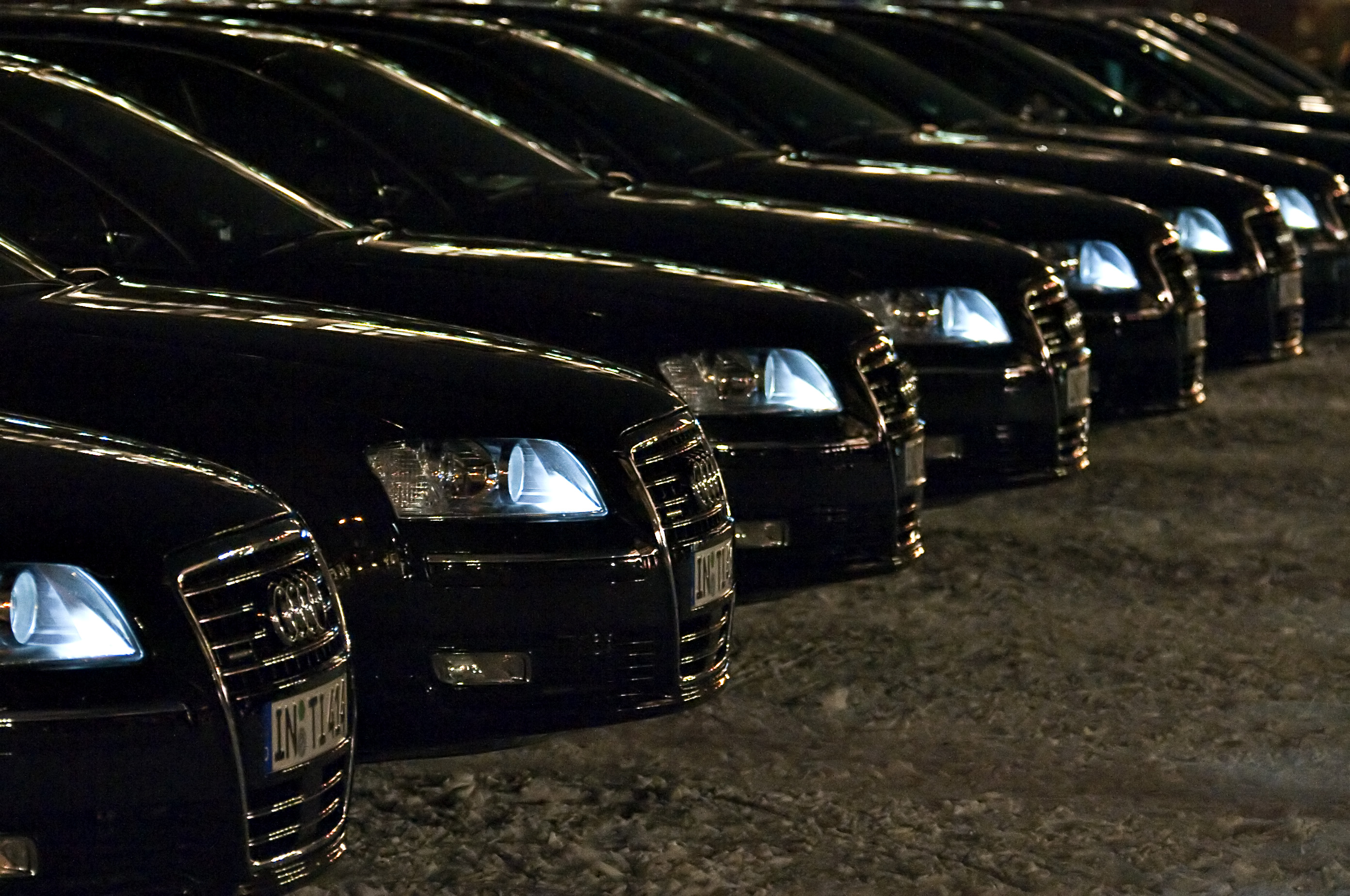
Ксенонові фари на автомобілях.
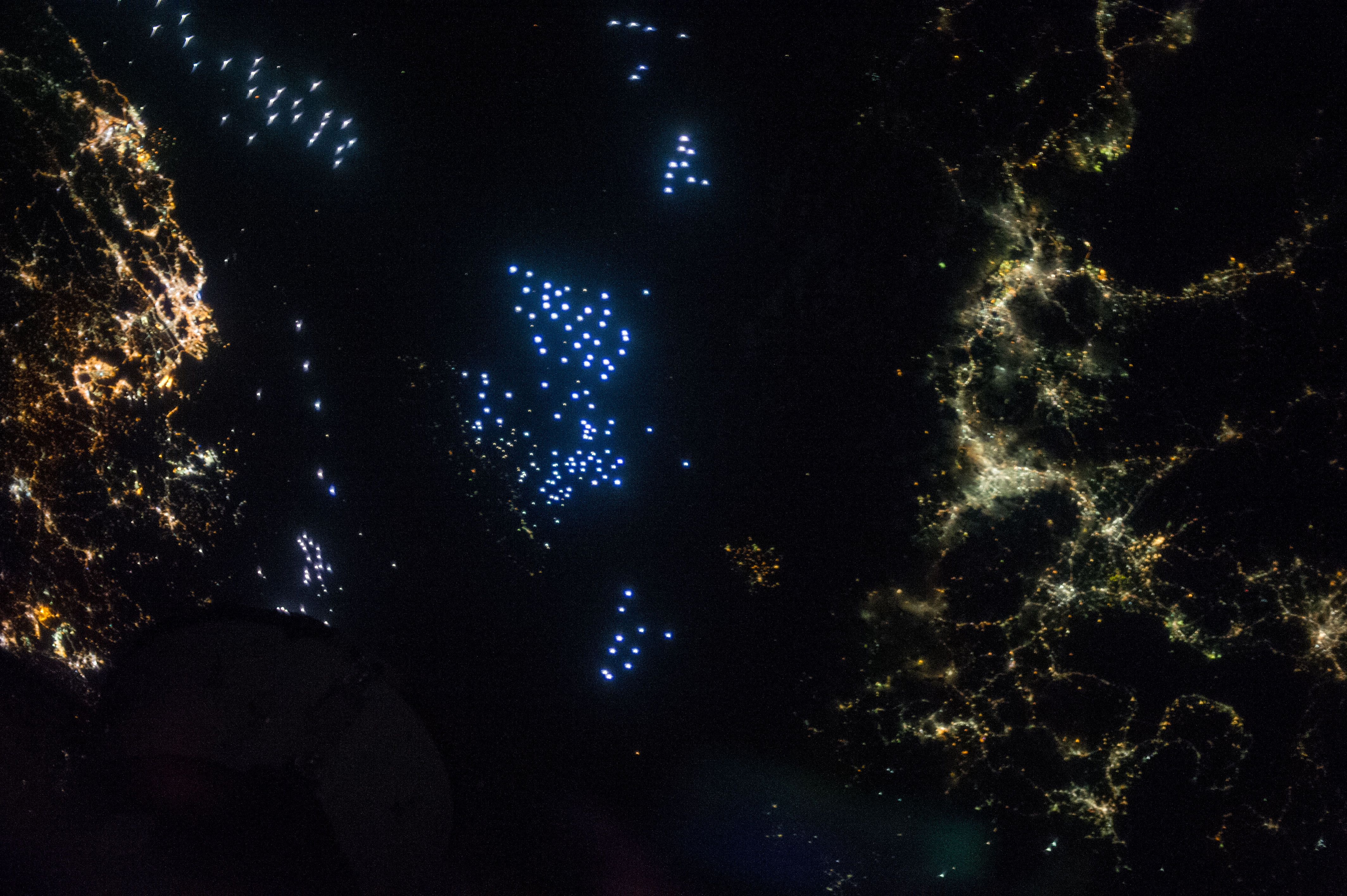
Вигляд з космосу: рибалки принаджують тихоокеанських кальмарів ксеноновими лампами яскраво-блакитного кольору (в центрі) в Цусімській протоці, що розділяє Японію і Південну Корею. Помаранчевий відтінок (ліворуч) мають вогні корейських міст, де для освітлення вулиць використовуються, як правило, натрієві газорозрядні лампи. В Японії (праворуч) для освітлення частіше застосовують ртутні газорозрядні лампи, що мають зеленуватий відтінок.